# Дийп Зоун Проджект
„Дийп Зоун Проджект“ (Deep Zone Project) е българска хаус/електронна музикална група, основана през 1998 г. в град Варна.
Групата заедно с DJ Балтазар участва в българския конкурс за Евровизия през 2007 г. и печели участие за Евровизия 2008 с песента „DJ, Take Me Away“ с вокал Йоанна Драгнева. Песента не се класира за финал. Йоанна е пяла в детска вокална формация „Бон-бон“.
През 2010 г. излиза лентата към парчето „On Fire“, което е сред най-високобюджетните музикални продукции, заснемани в България. Във видеото освен много огън, взривове и специални ефекти, взима участие и актьорът Фахрадин Фахрадинов.
Йоанна и Deep Zone Project се разделят в началото на 2011 с цел развитие на солова кариера от страна на Йоанна.
След продължително търсене Deep Zone Project се сдобива с нова вокалистка, но за кратко. Тя е 18-годишната Джули, която също е била част от детската вокална формация „Бон Бон“. Групата се сдобива и с друг член – Алекс Кипров (Startrax).
От септември 2011 г. вокалистка на групата става Надежда Петрова (Надя) и още през същата година имат турне в Китай. В началото на 2012 година излиза първият проект с Надя – сингълът „I Love My DJ“. Видеоклипът към парчето е заснет в атрактивен клуб в Русе от екипа на мощния румънски лейбъл Roton Music. През 2013 на наградите Best DJ & Best Club of the Year Bulgaria 2012, „I Love My DJ“ печели награда за най-добър трак на годината.
След успеха на песента „I Love My DJ“, Deep Zone усилено подготвят следващия си сингъл, озаглавен „Made For Loving You“. Сингълът излиза и в българската версия с името „Създадени един за друг“. В края на 2012 г. заснемат видеото в отново в Румъния с Roton Music. С модерно звучене и екзотичен клип, песента бързо печели популярност в началото на 2013 г.
През март 2013 г. излиза парче с Криско, в което са миксирани дъбстеп, електро, фолклор и рап. Сингълът се казва „Никой друг“ и отново е насочен към българската публика. През октомври 2013 г. излиза парче с Бобо, което също е съчетание на дъбстеп, електро, фолклор и рап – сингълът „Няма НЕ“.
През 2014 г. излиза песен, озаглавена като „Вярвам в Теб“ с Бояна. През лятото на 2014 г. излиза сингъл, в който участва младият рапър Атанас Колев, озаглавен „Zig-Zag“.
От 2011 г. до 2015 г. Deep Zone Project изкарват огромен успех с хитовете си, като взимат многобройни участия в български градове и правят турнета извън България. В края на февруари 2015 г., Deep Zone Project се разделят с вокалистката си Надежда Петрова (Надя) и композитора Алекс Кипров, които напускат по собствено желание. Те споделят, че ги очакват солови кариери, но също е възможно да сформират дует.
Не след дълго Deep Zone Project се сдобива с нова вокалистка – Нелина Георгиева. DJ Диан Соло забелязва Нелина, когато тя участва в телевизионно музикално шоу и е още на 16.
Нелина напуска групата през 2018 г. като желае да развива солова кариера. След това се сдобиват с вокалистката Ева-Мария Петрова, която също е от X-Factor.